# Kokedama

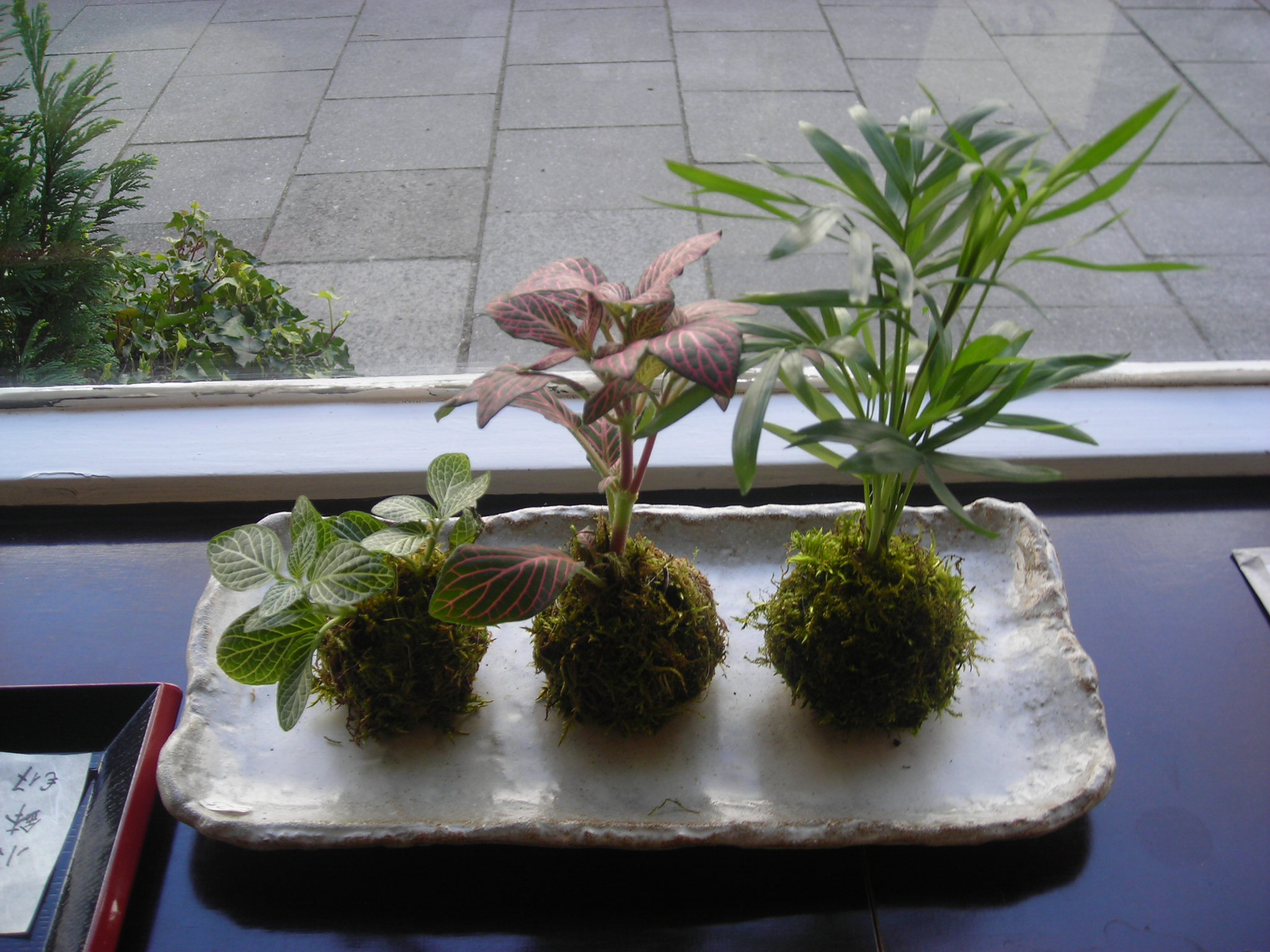
Kokedamy tradičně umístěné na talířku

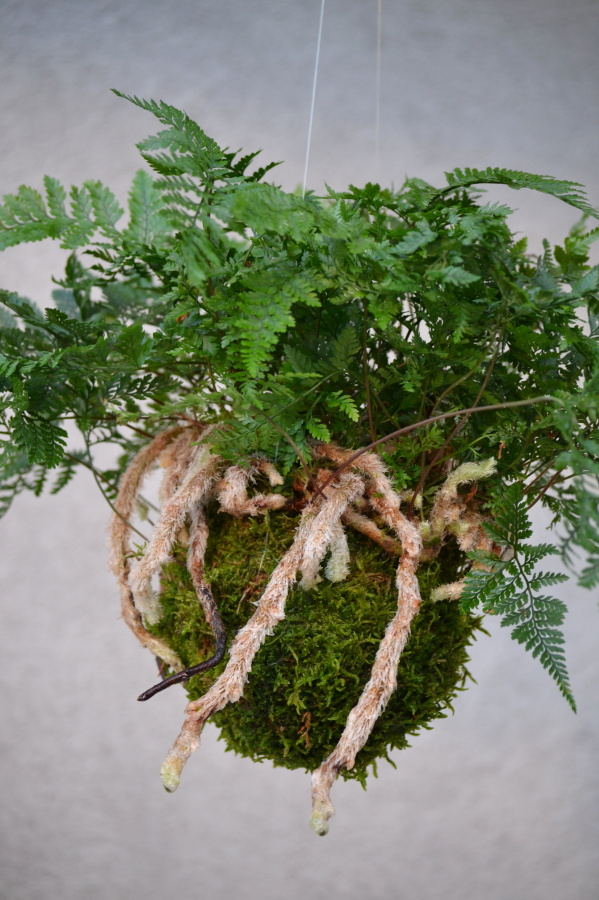
Závěsná kokedama Davallia

Kokedama (japonsky 苔玉 ) v doslovném překladu mechová koule, je speciální způsob pěstování rostlin, pocházející z Japonska. V češtině se pro slovo kokedama používá rod ženský.
Kokedamy se vyvinuly z bonsají. Na rozdíl od bonsají, jejichž historie sahá až do japonského Heianského období (794–1185), historie kokedam není tak stará. Kokedama (苔玉) v doslovném překladu znamená mechová koule. Jde o rostlinu v kulatém balu zeminy, který je obalený mechem. Tradičně se kokedamy umísťují na talířek či misku mohou se ale také zavěšovat do prostoru.

## Historie
Původ kokedam není úplně objasněn, existuje ale obecně přijímaná teorie, že kokedamy pochází z bonsají ve stylu nearai, který byl v Japonsku populární během období Edo (1603–1867). Nearai bonsaje byly pěstovány tak, aby jejich kořenový systém vytvořil v nádobě kompaktní pevnou strukturu a po vyjmutí z nádoby si zachoval její tvar. Bonsaje s takto pevným balem pak byly z nádob vyjmuty a umístěny na podstavec, kde se nechaly porůst mechem. Byla tak zvýrazněna jejich přirozená krása.

## Péče
Kokedamy jsou jednoduchou alternativou k bonsajím, snadno se pěstují. Péče o kokedamy se moc neliší od péče o běžné květiny v květináčích, vždy záleží hlavně na druhu rostliny. Odlišný je hlavně proces zalévání, kdy se mechový bal nechá nasáknout vodou v misce.
Četnost zálivky záleží na druhu rostliny a také na podmínkách prostředí, v kterém je kokedama zavěšena. Potřeba zálivky se nejlépe odhaduje podle váhy mechového balu. Nejjednodušší je kokedamu potěžkat a zjistit, zda už není mechový bal příliš lehký – vyschlý. V době vegetace je vhodné rostlinu přihnojit přidáním tekutého hnojiva do zálivky.

## Výroba kokedamy

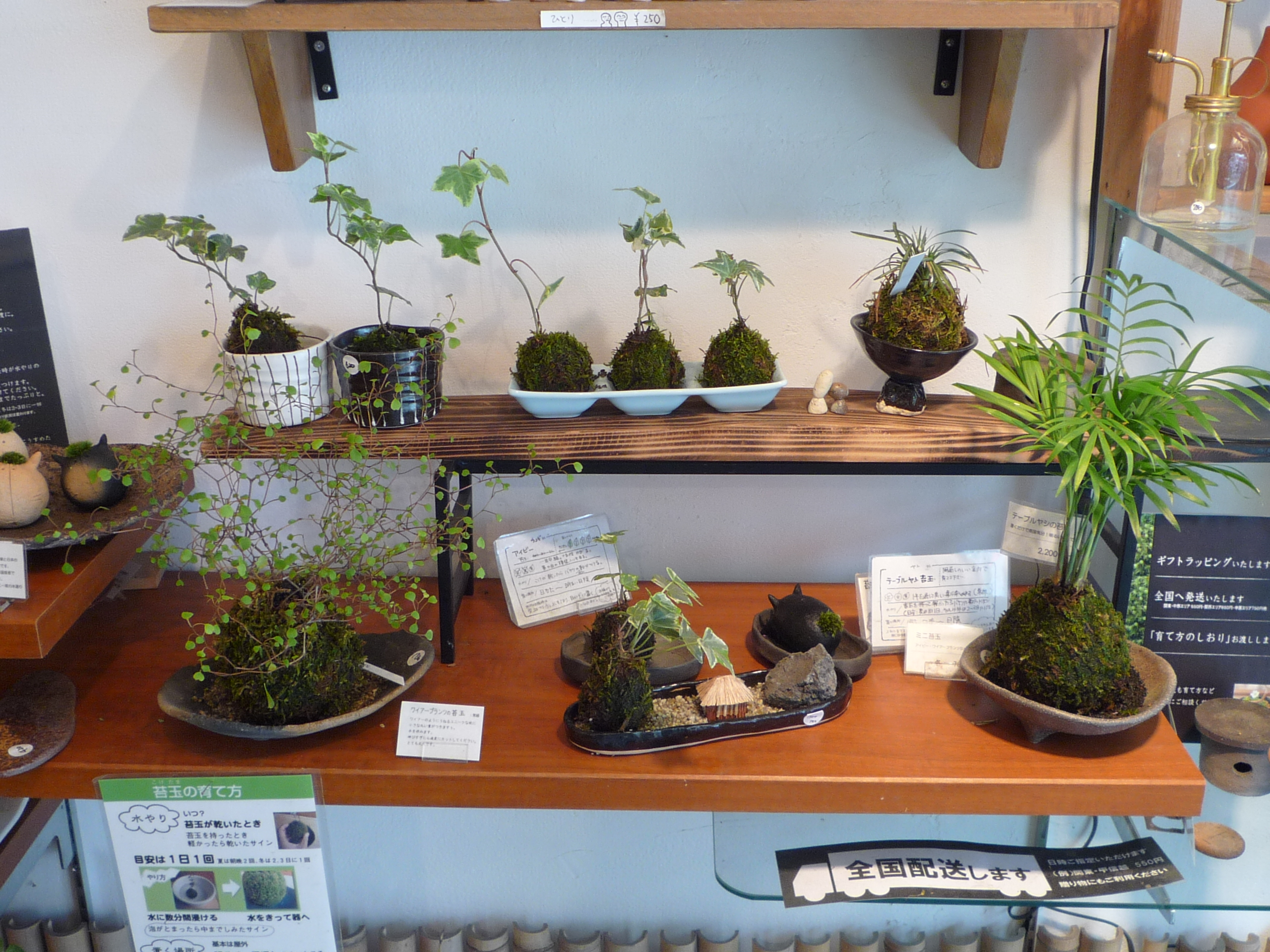
Kokedamy jsou v Japonsku tradiční

Kokedamy se vyrábí ze speciální směsi substrátů, jehož hlavní složkou je japonský černý lepivý jíl ketotsuchi. Do základního jílu se pak přimíchávají další složky (např. akadama, zeolit, pemza, písek atd.) podle nároků konkrétního druhu rostliny na vlastnosti substrátu. Kořenový bal rostliny se zabalí do vlhkého rašeliníku a obalí se směsí substrátu do tvaru koule. Po té se kulatý bal obalí mechem a zajistí provázkem či nití.

## Odkazy

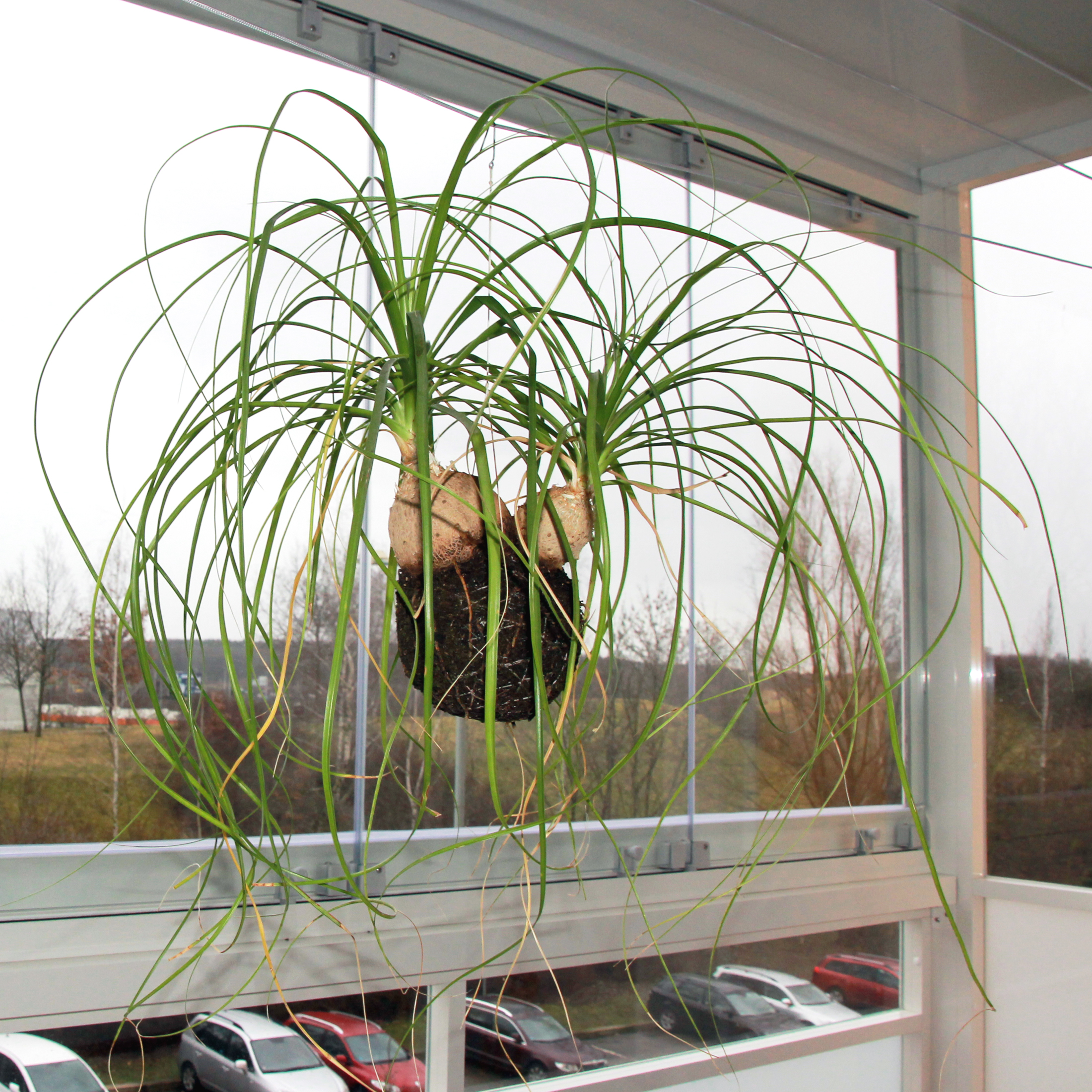
Bokarnea tlustokmenná na balkoně v panelovém bytě v Praze